# جان لو إيتوري
جان لو إيتوري (بالفرنسية: Jean-Luc Ettori)‏ (مواليد 29 يوليو 1955) هو لاعب كرة قدم. يلعب مع منتخب فرنسا لكرة القدم. سبق له أن لعب في كأس العالم لكرة القدم مع منتخب بلاده.

## روابط خارجية
- جان لو إيتوري على موقع الاتحاد الدولي (مؤرشف)  (الإنجليزية)
- جان لو إيتوري على موقع قاعدة بيانات كرة القدم.إي يو (الإنجليزية)
- جان لو إيتوري على موقع ليكيب (الفرنسية)
- جان لو إيتوري على موقع ناشيونال فوتبول تيمز (الإنجليزية)
- جان لو إيتوري على موقع عالم كرة القدم.نت (الإنجليزية)